# GWR 388 class
GWR 388 class — многочисленный тип товарных паровозов Большой западной железной дороги с осевой формулой 0-3-0. Также известны как англ. Armstrong (Standard) Goods — армстронговский (стандартный) товарный, чтобы отличать от других многочисленных стандартных товарных паровозов Гуча и Дина.

## Постройка
Паровозы 388 class строились в течение десяти лет. Многие из них унаследовали номера старых списанных локомотивов, поэтому они пронумерованы не подряд и даже не по порядку выпуска.
| Год     | Кол-во | Заказ          | Зав. №№ | Номера                                               | Примечания                                                                          |
| ------- | ------ | -------------- | ------- | ---------------------------------------------------- | ----------------------------------------------------------------------------------- |
| 1866-67 | 19     | 9-й товарный   | 79-97   | 388-406                                              |                                                                                     |
| 1867    | 16     | 10-й товарный  | 98-113  | 407-412, 419—428                                     |                                                                                     |
| 1867    | 5      | 1-е обновление | 114-118 | 1012-1014, 1064—1065                                 | 1064/65 → 1088/98 (сент. 1868), затем в 238 и 37 (июль 1870).                       |
| 1867    | 10     | 11-й товарный  | 119-128 | 429—438                                              |                                                                                     |
| 1868    | 10     | 15             | 135-144 | 445-454                                              |                                                                                     |
| 1868    | 5      | 16             | 145-149 | 370-371, 426—428                                     | 426—429 → 26, 42, 1066 (фев. 1868); 1066→1090 (сент. 1868), затем в 38 (июль 1870). |
| 1868    | 5      | 17             | 150-154 | 1091—1095                                            | → 41, 43, 44, 46, 50 (июль 1870)                                                    |
| 1870    | 30     | 21             | 215-244 | 491—496, 1168, 498—500, 1169—1171, 497, 501—516      | 1168—1171 → 1082-85 (июль 1870).                                                    |
| 1870    | 30     | 23             | 251-280 | 1086-1099, 1100—1105, 593—602                        |                                                                                     |
| 1870-71 | 20     | 24             | 281-300 | 1106-1115, 603—612                                   |                                                                                     |
| 1871-72 | 30     | 26             | 321-350 | 657-676, 24, 31, 48, 51, 52, 116, 298, 300, 415, 416 |                                                                                     |
| 1872    | 40     | 28             | 252-391 | 677-716                                              |                                                                                     |
| 1873    | 30     | 31             | 432-461 | 776—805                                              |                                                                                     |
| 1873-74 | 20     | 35             | 483-502 | 874-893                                              |                                                                                     |
| 1875-76 | 20     | 41             | 623-642 | 21-23, 25, 27, 29, 32, 39, 53, 117, 1186—1195        |                                                                                     |
| 1876    | 20     | 42             | 643-662 | 1196-1215                                            |                                                                                     |

## На широкой колее
20 паровозов этого типа были переведены на брюнелевскую колею 7 ф. 1/4 д. (2140 мм) после 1884 года и переделаны обратно на стандартную после полной перешивки дороги в 1892 году.

| - 1196 (1888—1892) - 1197 (1887—1892) - 1198 (1888—1892) - 1199 (1887—1892) - 1200 (1887—1892) - 1201 (1888—1892) - 1202 (1887—1892) - 1203 (1887—1892) - 1204 (1888—1892) - 1205 (1888—1892) | - 1206 (1884—1892) - 1207 (1884—1892) - 1208 (1884—1892) - 1209 (1884—1892) - 1210 (1884—1892) - 1211 (1884—1892) - 1212 (1884—1892) - 1213 (1884—1892) - 1214 (1884—1892) - 1215 (1884—1892) |

## Служба
Несмотря на то, что эти паровозы обычно называют товарными, они водили и пассажирские поезда до тех пор, пока в 1919—21 годах их не сменили паровозы 1-3-0 4300 Class Чёрчуорда для смешанных грузопассажирских поездов. Паровозы Армстронга работали по всей сети GWR, где позволяла колея, но больше всего — в северном отделе.
О работе паровозов Дина 2301 Class за рубежом в обе Мировые войны известно много, о 388 Class в Первую — меньше. Шесть паровозов этого типа уехали в Сербию в 1916 году, из которых в 1921-м вернулись 2; в 1917 году 16 паровозов отправили в Салоники, первая партия из 8 паровозов потонула. После войны 4 паровоза остались на турецких железных дорогах, а четыре вернулись на GWR в 1921 году.

## Происшестивия
11 ноября 1890 года паровоз № 1100 столкнулся на станции Нортон-Фицуоррен с ширококолейным пассажирским поездом из Плимута из-за ошибки стрелочника. 10 человек погибли, 11 были ранены.

## Списание паровозов
Множество паровозов этого типа было списано около 1920 года. Уцелевшие после 1930-го находились на станциях Оксли, Стурбридж и Веллингтон, последний паровоз был списан в 1934 году. Как и все остальные паровозы Армстронга, все 388 class были утилизированы, ни один не сохранился.